# مشرف بيانات
مشرف البيانات أو مضيف البيانات هو دور إشراف أو حوكمة البيانات داخل المؤسسة، وهو مسؤول عن ضمان الجودة والملاءمة لغرض أصول بيانات المؤسسة، والتي تتضمن البيانات الوصفية لأصول البيانات تلك. قد يشارك مشرف البيانات بعض المسؤوليات مع أمين البيانات ، مثل الوعي بالبيانات وإمكانية الوصول إليها وإصدارها واستخدامها المناسب وأمنها وإدارتها. يشارك مشرف البيانات في تطوير وتنفيذ أصول البيانات أيضًا. قد يسعى إلى تحسين الجودة والملاءمة لغرض أصول البيانات الأخريات التي تعتمد عليها مؤسسته ولكنها ليست مسؤولة عنها.
يتمتع مشرفو البيانات بدور متخصص يستخدم عمليات حوكمة بيانات المؤسسة وسياساتها وإرشاداتها ومسؤولياتها لإدارة بيانات المؤسسة بالكامل بما يتوافق مع السياسة و/أو الالتزامات التنظيمية. الهدف العام لمشرف البيانات هو جودة بيانات وأصولها ومجموعاتها وسجلاتها وعناصرها.